# Katelin Schutz
Pour les articles homonymes, voir Schutz.
Katelin Schutz est une physicienne des particules américaine. Diplômée du MIT et de l'Université de Berkeley, elle est professeure adjointe à l'Université McGill.
La Société américaine de physique a récompensé sa thèse du prix Sakurai en 2020. Schutz a également obtenu une bourse Einstein de la NASA ainsi qu'une bourse Pappalardo (en).

## Biographie
Schutz grandit dans la région des Finger Lakes. Elle termine ses études à l'Allendale Columbia School (en) en 2010, puis fréquente le MIT, où elle fait des recherches avec, notamment, Max Tegmark, David Kaiser et Tracy Slatyer. Elle obtient une bourse Hertz et une bourse de la NSF en 2014.
Schutz fait un Ph.D. à l'Université de Californie à Berkeley sous la direction de  Hitoshi Murayama. Elle complète son doctorat en 2019 avec la thèse Searching for the invisible: how dark forces shape our Universe.
Schutz est engagée comme professeur adjointe par l'Université McGill en août 2021.